# Aleksandar Šćepanović

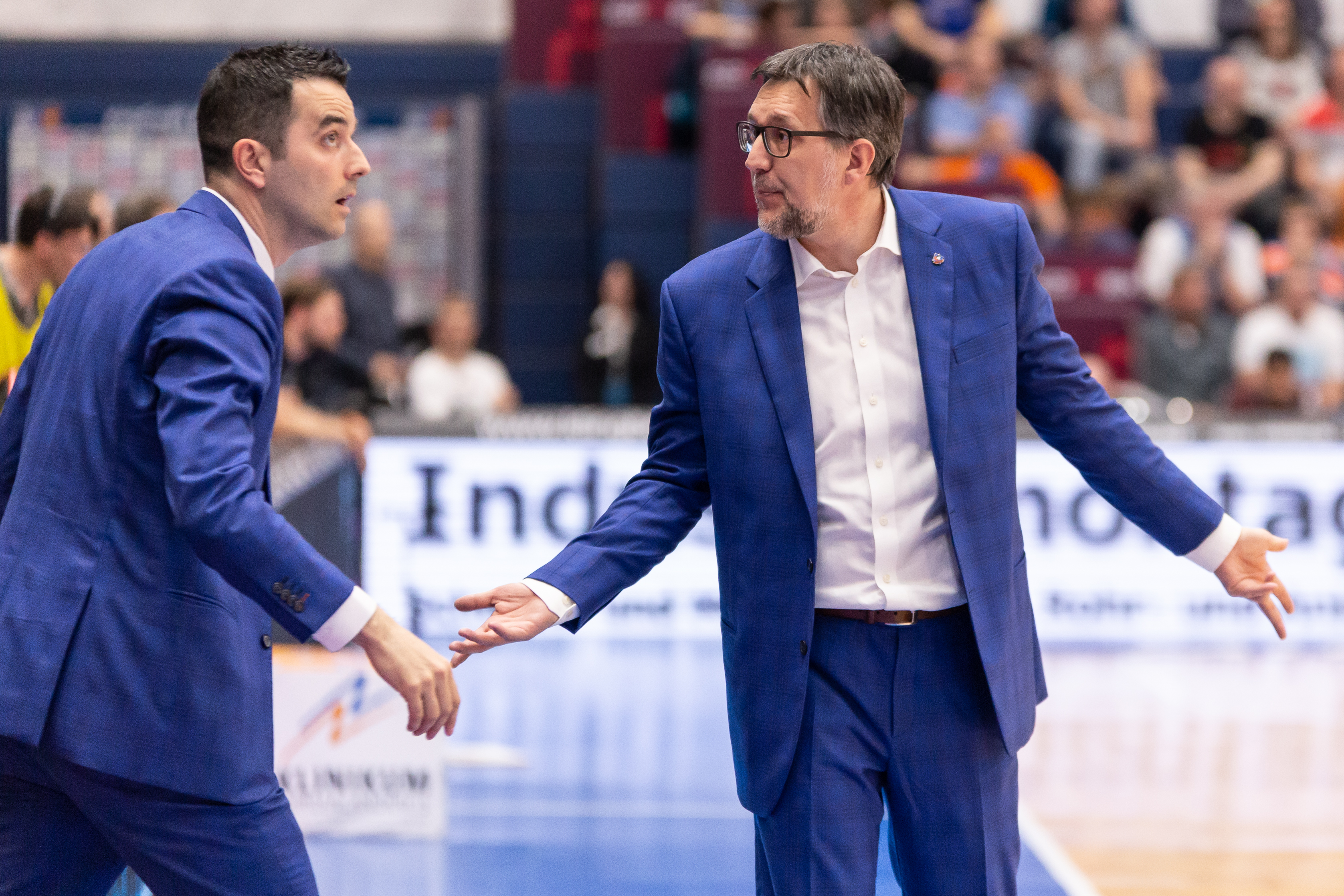
Šćepanović (2019, links im Bild)

Aleksandar Šćepanović (* 11. Dezember 1982) ist ein kroatischer Basketballtrainer.

## Laufbahn

### Spieler
Šćepanović, ein 1,98 Meter großer Aufbau- und Flügelspieler, stand während seiner Spielerkarriere unter anderem bei den kroatischen Erstligisten Kvarner Rijeka und KK Dubrovnik, dem slowenischen Klub Hopsi Polzela und zum Abschluss seiner Spielerzeit in der Saison 2010/11 beim ungarischen Erstligisten Salgótarjáni KSE unter Vertrag.

### Trainer
Nach dem Ende seiner Spielerlaufbahn war Šćepanović bei Kvarner Rijeka als Trainer im Nachwuchsbereich sowie als Co-Trainer der Erstligamannschaft tätig. Im Vorfeld des Spieljahres 2014/15 übernahm er das Cheftraineramt beim deutschen Regionalligisten KIT SC Karlsruhe und wechselte nach einem Jahr zum Nachbarverein PS Karlsruhe. Die „Löwen“ führte er in der Saison 2015/16 zum Gewinn der Meisterschaft in der Südwest-Staffel und somit zum Aufstieg in die 2. Bundesliga ProB. In der ProB mischte Karlsruhe unter Šćepanovićs Leitung ebenfalls in der Spitzengruppe mit und schloss das Spieljahr 2016/17 als Vizemeister der dritthöchsten deutschen Spielklasse ab, was den Aufstieg in die 2. Bundesliga ProA bedeutete.
Anschließend verließ er Karlsruhe und nahm im Vorfeld der Spielzeit 2017/18 eine Stelle als Co-Trainer beim Bundesliga-Aufsteiger Mitteldeutscher BC an. Als Igor Jovović den MBC im Anschluss an die Saison verließ, wurde Šćepanović beim Bundesligisten ins Cheftraineramt befördert. Ende Januar 2019 stand seine Mannschaft punktgleich mit den Abstiegsrängen auf einem Nichtabstiegsplatz. Er entschloss sich, auf den Posten des Co-Trainers zurückzukehren, um Silvano Poropat die Aufgabe des Cheftrainers zu überlassen, der zum MBC zurückgeholt wurde, um die Mannschaft zum Klassenerhalt zu führen. Als Wojciech Kaminski ab Anfang November 2019 nach Angaben des Vereins als MBC-Trainer eine Auszeit nahm, um Kraft zu tanken, übernahm Šćepanović vorübergehend erneut das Amt des Cheftrainers bei den Weißenfelsern. Allerdings gab die Mannschaftsleitung kurz darauf bekannt, dass die Trennung von Kaminski sportliche Gründe gehabt habe, Mitte November 2019 kam Björn Harmsen als neuer Cheftrainer, Šćepanović rückte ins Amt des Co-Trainers zurück. Nach dem Saisonende 2020/21 beendete er seine Arbeit beim MBC.
Im Juli 2021 kehrte er als Cheftrainer zum deutschen Zweitligisten PS Karlsruhe zurück. Die Karlsruher erreichten 2023 unter seiner Leitung das Zweitligahalbfinale, nachdem die vorherige Hauptrunde auf dem dritten Tabellenrang abgeschlossen worden war. 2024 ging es für Šćepanović und seine Mannschaft noch weiter, man erreichte die Endspiele und wurde durch zwei Siege über Frankfurt Zweitligameister. Eine Lizenz für die Bundesliga erhielten die Karlsruher trotz sportlicher Qualifikation jedoch nicht, da sie den geforderten Mindestetat nicht aufbringen konnten. Im Mai 2025 wurde das Ende der Zusammenarbeit zwischen Šćepanović und den Karlsruhern vermeldet. Die vorangegangene Saison 2024/25 hatte er mit der Mannschaft auf dem zwölften Tabellenplatz abgeschlossen. Dabei hatte es unter anderem Rückschläge durch schwere Verletzungen von Stammspielern gegeben.
Nach seinem Abschied aus Karlsruhe kehrte Šćepanović im Sommer 2025 als Assistenztrainer zum Bundesligisten Mitteldeutscher BC zurück.